# Río Mali Zelenchuk
El río Mali Zelenchuk (en ruso: Малый Зеленчук) es un río de la república de Karacháyevo-Cherkesia en Rusia. Es un afluente por la izquierda del río Kubán.

## Curso
El curso del río tiene una longitud de 65 km. La cuenca hidrográfica cubre una superficie de 1850 km². Está formado por la confluencia de los ríos Maruja y Aksaut, que se originan en los glaciares que descienden de la cordillera de Erun, que forma parte de la cordillera principal del Cáucaso.  Ambos ríos confluyen 5 km al norte del pueblo de Kardoníkskaya. 
El río fluye hacia el norte en un estrecho desfiladero, dejando en sus orillas Zhako, Ali-Berdúkovski, Jabez, Inzhich-Chukún, Elburgán, Zeyuko, Kosh-Jabl, Mali Zelenchuk, Kyzyl-Yurt, Bavuko, Psauchye-Daje, Novojumarinski, Abazakt, Ikón Jalk, Adyge-Jabl, Adil-Jalk y Erken Jalk.
El Mali Zelenchuk discurre casi paralelo al Bolshói Zelenchuk, en un valle estrecho, entre altas riberas, que disminuyen cuando desemboca en el Kubán, frente al pueblo de Belomechótskaya. Sus principales afluentes, de sur a norte son los ríos Zhako (derecha) y Bolshói Pachbi (izquierda), el Kaiduk y el Krásnaya (derecha), el Jabézskaya y el Jodokops (izquierda), el Jatapatikor (derecha), el Bélaya y el Poikei (izquierda), el Mali Babuk (derecha), el Pjomafuko (izquierda), el Elburgan y el Bolshói Elburgan (derecha), el Zeyuko (izquierda), el Kamliuko (derecha), el Dzhelokái (izquierda), el Kodmaz (derecha), el Nagoyuko y el Dgapa (izquierda), el Sultánovskaya (derecha) y el De-Lako (izquierda).

## Historia
El poblamiento del valle del río se remonta antiguo y son numerosos los restos hallados de la actividad humana a lo largo de los siglos.
En Kosh-Jabl se halló un conjunto de piezas de los siglos VI-V a. C. (punta de lanza de hierro en forma de hoja, carrillera de dos vueltas de hierro, botones de hueso y bronce, tubos de hueso, dientes de caballo) y una punta de dardo plana de bronce con el extremo roto del tercer milenio antes de Cristo).
En el aúl Kalmyk (actual Mali Zelenchuk), P. N. Shishkinski encontró un grupo de kurganes del tipo inzich-chukún, adigueses del entre los siglos XIV y XVI.